# Infanta Mariana Victoria a Spaniei
Infanta Mariana Victoria a Spaniei (portugheză Mariana Vitória) (31 martie 1718 – 15 ianuarie 1781) a fost regină a Portugaliei și soția regelui  Iosif I. A fost de asemenea regent al Portugaliei. 
Ea are descendenți variind de la actualul rege al Spaniei, Marele Duce de Luxembourg, regele Mihai I al României, Ducele de Parma (linia Parma a fost înființată de al doilea frate, Filip, Duce de Parma) precum și un pretendent francez Contele de Paris.

## Biografie

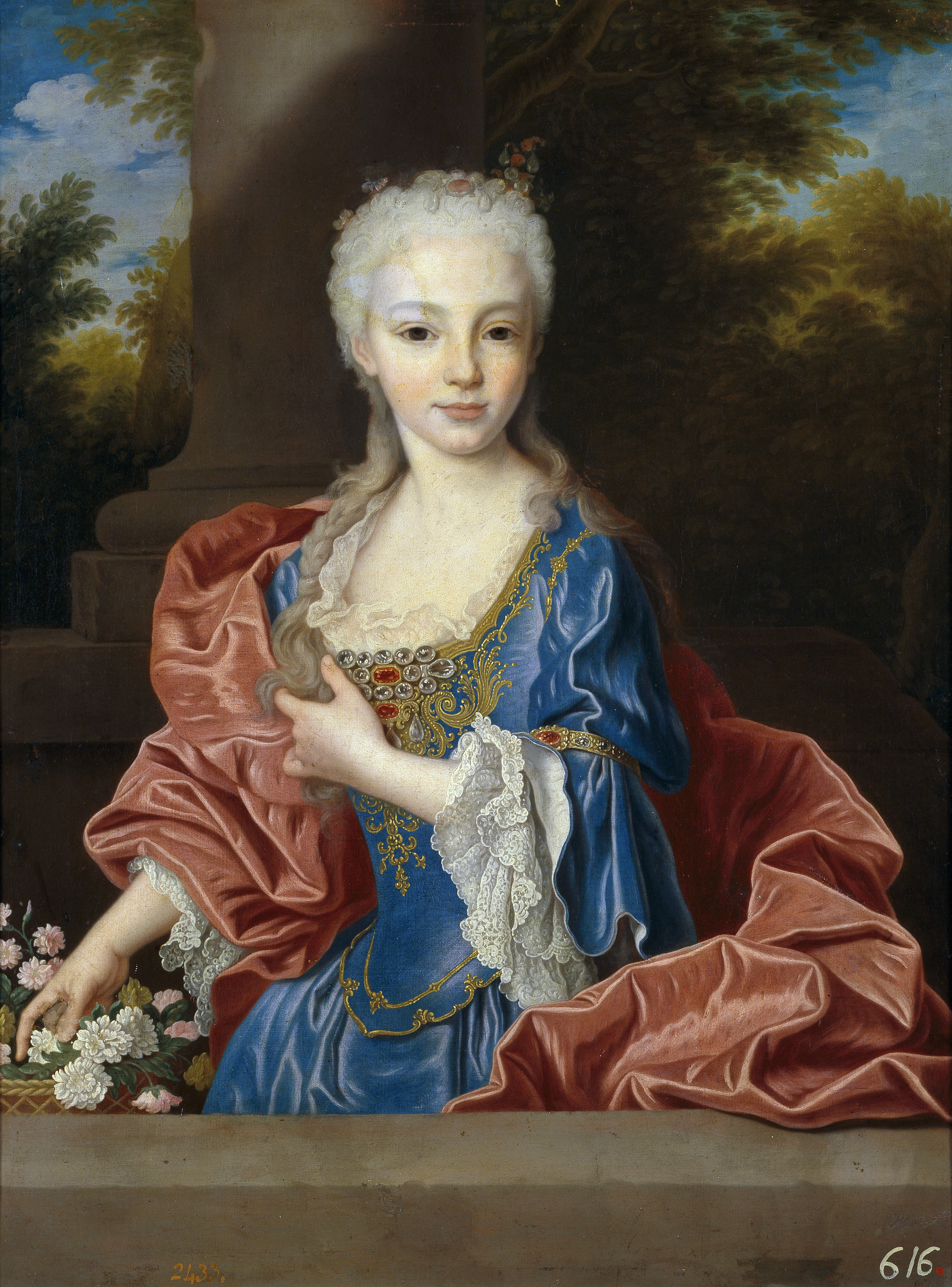
Mariana Victoria a Spaniei, Jean Ranc

Născută la Madrid, ea a fost fiica cea mare a regelui Filip al V-lea al Spaniei și a celei de-a doua soții Elisabeth Farnese. Mama sa era moștenitoarea Ducatului de Parma. În momentul nașterii sale, Mariana Victoria era a patra în linia la succesiune la tronul Spaniei.
În 1721, Infanta a fost logodită cu verișorul ei primar Ludovic al XV-lea al Franței. Cuplul trebuia să se întâlnească pe Île des Faisans (Insula Faisans) unde se întâlniseră strămoșii lor comuni, Ludovic al XIV-lea al Franței și Maria Theresa a Spaniei în 1660. După întâlnire a trebuit să-și lase în urmă suita spaniolă. Mariana Victoria a ajuns la Paris la 2 martie 1721. A locuit cu Ludovic la Palatul Luvru. În Franța numele ei a fost schimbat în  Marie Anne Victoire d'Espagne sau de Bourbon.
Propunerea de căsătorie făcea parte dintr-un set mai larg de angajamente care includea propunerea (și căsătoria) dintre cel mai mare fiu al lui Flip V, Ludovic I al Spaniei și Louise Élisabeth d'Orléans; o altă propunere era cea dintre Philippine Élisabeth d'Orléans și Infantele Carol al Spaniei. Philippine Élisabeth și Louise Élisabeth erau amândouă fiicele lui Filip al II-lea, Duce de Orléans, regentul Franței. Ultima căsătorie n-a avut loc, în cele din urmă Philippine a fost trimisă acasă. Regentul care aranjase căsătoriile murise iar noul prim-ministru, Louis Henri Duce de Bourbon se temea de haos în cazul în care tânărul Ludovic XV ar fi murit fără moștenitori de sex masculin. Infanta în vârstă de 7 ani era departe de vârsta nașterilor. S-a decis să se caute o altă mireasă pentru rege.
Întoarcerea ei în Spania a fost considerată o jignire de către spanioli și a provocat un blocaj diplomatic între Spania și Franța. La scurt timp, spaniolii ofensați au semnat un tratat cu Austria (Tratatul de la Viena, 1725).
Mai târziu, sora ei mai mică, Infanta Maria Theresa, s-a căsătorit cu fiul cel mare al lui Ludovic al XV-lea, Ludovic, Delfin al Franței.

## Căsătoria
În 1724 tatăl ei a abdicat în favoarea fratelui ei vitreg, Ludovic I al Spaniei, care a fost rege pentru doar nouă luni -- a murit în luna august. Tatăl ei a devenit rege din nou. În 1727 ambasadorul Portugaliei a început aranjamentul pentru căsătoria dintre Mariana și viitorul Iosif I al Portugaliei. Căsătoria a avut loc la 19 ianuarie 1729 la Elvas, Portugalia.
Era o femeie foarte serioasă și a moștenit independența și puterile soțului ei. Soțul ei a fost în nenumărate rânduri infidel dar mândra Mariana Victoria nu se temea să vorbească deschis despre asta în societate deși nimeni nu se aștepta ca ea să facă asta. Mariana Victoria a fost o mare iubitoare de muzică și a moștenit pasiunea pentru vânătoare a Bourbonilor. 
În timpul vieții ei din Portugalia ea a întreținut corespondență cu familia ei din Spania. În octombrie 1777, Mariana Victoria a plecat în țara ei de origine unde a condus alături de fratele ei mai mare, Carol al III-lea.
A stat în Spania doar un an și a fost responsabilă pentru aranjarea căsătoriei dintre nepoții ei și copiii fratelui ei Carol. Una dintre aceste căsătorii a fost cea dintre Infantele Gabriel al Spaniei și Infanta Mariana Victoria a Portugaliei.. A doua căsătorie a fost cea dintre Infanta Charlotte a Spaniei, fiica cea mare a lui Carol al IV-lea al Spaniei și nepotul Marianei, Infantele Ioan al Portugaliei.